# Större hökgök
Större hökgök (Hierococcyx sparverioides) är en asiatisk fågel i familjen gökar inom ordningen gökfåglar.

## Kännetecken

### Utseende
Större hökgök är med en kroppslängd på 38 cm störst av hökgökarna. Den är brun ovan med askgrå hjässa och nacke. Stjärten är bandad i brungrått och svart. Den har svart haka, vit strupe och rostfärgat bröst, de båda senare mörkstreckade. Buken är vit med svarta band. Runt ögat syns en gul ögonring.
Ungfågeln är bandad i rostfärgat och brunt på ovansidan. Den är vidare grå i pannan, vit i nacken samt har stjärten bandad i rostrött och svart. Den beigefärgade undersidan är streckade med svarta droppar.
Jämfört med den något mindre arten indisk hökgök (H. varius) är den brunare ovan med kraftigt bandad undersida och bredare bandning på stjärten. Ungfågeln har bandade flanker och likaså bredare bandning på stjärten, huvudet gråare på äldre ungfåglar. 

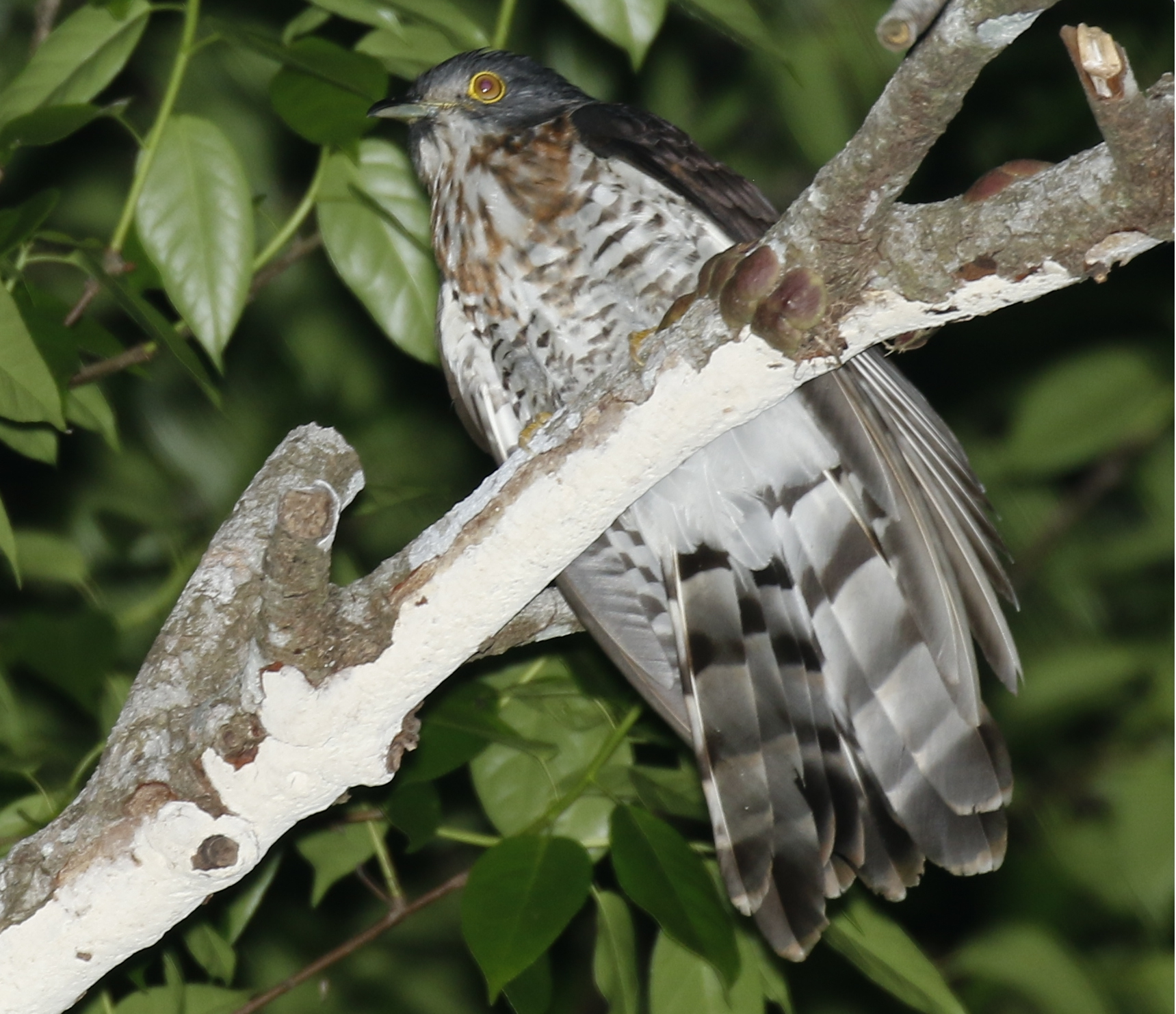

### Läten
Lätet beskrivs i engelsk litteratur som ett gällt "pee-pee-ah... pee-pee-ah" som stiger i tonhöjd till ett crescendo, dock inte lika gällt och hysteriskt som indisk hökgök.

## Utbredning
Större hökgök förekommer från norra Pakistan till Indien, södra Kina, Taiwan, Myanmar, Thailand och Indokina. Den flyttar vintertid till nordöstra Indien och Thailand söderut till södra och östra Indien, Malackahalvön, Andamanöarna, Stora och Små Sundaöarna samt Filippinerna.

## Systematik
Fågeln har liksom andra i släktet Hierococcyx tidigare placerats i Cuculus. Den behandlas numera som monotypisk, det vill säga att den inte delas in i några underarter. Tidigare inkluderades berghökgök (H. bocki) i arten, men studier visar att dess närmaste släkting troligen snarare är indisk hökgök (H. varius).

## Levnadssätt
Större hökgök påträffas i olika skogsbiotoper, framför allt med ek (eller i Nepal ek- och rhododendronskogar), från 900 till 2700 meters höjd i Indien, i Nepal upp till 3000 meter. Födan består av insekter, framför allt fjärilslarver, men tar också bär.

### Häckning
Fågeln häckar från juni till juli i västra Himalaya, april till juni i Assam. Liksom många andra gökarter är större hökgök boparasit som lägger ägg i andra fåglars bon. Kända värdar är fnittertrastar, mindre kortvinge och streckad spindeljägare. Vissa värdar, som vitbrynad fnittertrast, kan känna igen äggen och avlägsnar dem från boet.

## Status och hot
Arten har ett stort utbredningsområde, men tros minska i antal, dock inte tillräckligt kraftigt för att den ska betraktas som hotad. Internationella naturvårdsunionen IUCN listar arten som livskraftig (LC). Världspopulationen har inte uppskattats men den beskrivs som vanlig eller ganska vanlig i många delar av utbredningsområdet.